# Do 56
| Do 56                                  | Do 56                       |
| -------------------------------------- | --------------------------- |
| Do 56 am Bahnhof Friedrichstraße, 1964 |                             |
| Nummerierung:                          | 001–105 (Berlin)            |
| Anzahl:                                | 105                         |
| Hersteller:                            | Waggonbau Bautzen           |
| Baujahre:                              | 1957–1959                   |
| Ausmusterung:                          | 1974 (Berlin)               |
| Motortyp:                              | 4-Takt-Dieselmotor EM 6     |
| Leistung:                              | 88 kW (120 PS)              |
| Hubraum:                               | 9036 cm²                    |
| Kupplung:                              | Einscheiben-Trockenkupplung |
| Getriebe:                              | Fünfgang-Wechselgetriebe    |
| Bremsen:                               | Zweikreis-Druckluft         |
| Federung:                              | Blattfederung               |
| E-Anlage:                              | 24 V                        |
| Länge:                                 | 10 005 mm                   |
| Breite:                                | 2500 mm                     |
| Höhe:                                  | 4050 mm                     |
| Sitzplätze:                            | 52 (oben: 28, unten: 24)    |
| Stehplätze:                            | 20                          |
| Leermasse:                             | 10,4 t                      |
| Nutzmasse:                             | 04,55 t                     |

Unter der Bezeichnung Do 56 führten die Berliner Verkehrsbetriebe in Ost-Berlin eine 105 Doppeldeckerbusse umfassende Fahrzeugserie. Kleinere Stückzahlen der Wagen gingen – teilweise nach Umsetzung – nach Leipzig, Halle, Magdeburg, Rostock, Dessau, Merseburg, Stralsund, Zwickau, Zeitz und Hoyerswerda. Die Wagen waren als Nachfolger des Do 54 die letzte Neuentwicklung eines Doppeldeckerbusses in der DDR.

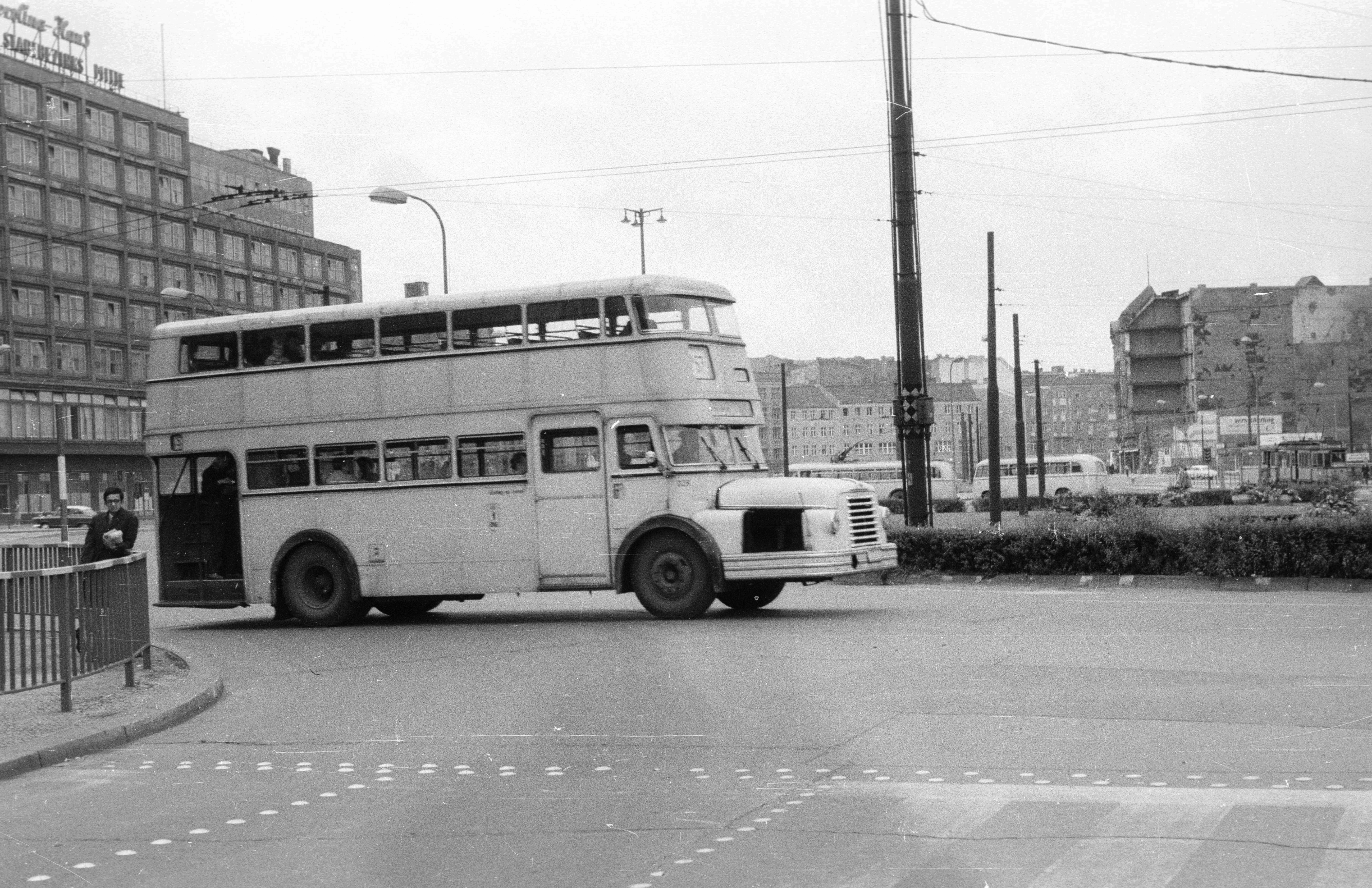
Do 56 am Alexanderplatz, noch mit offenem Einstieg, 1962

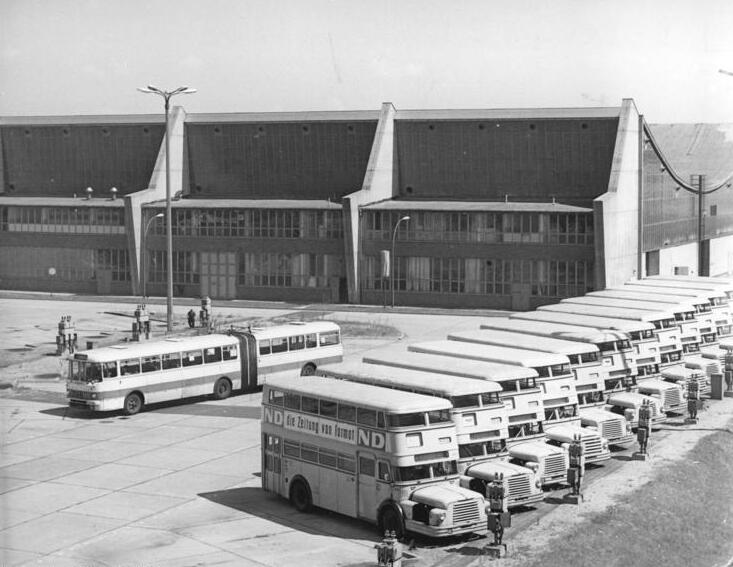
Do 56 im Betriebshof Weißensee (heute Indira-Gandhi-Straße), 1969

## Einsatz
Der Do 56 basiert wie sein Vorgängertyp Do 54 auf dem Fahrgestell und dem Antrieb des Lkw-Modells IFA H6. Anders als beim Do 54 war das Gerippe des Aufbaus nicht mehr aus Holz, sondern aus Stahl gefertigt. Optisch unterscheiden sich die Do 56 von der Vorgängerbauart Do 54 u. a. durch die an den Seiten gebogenen Frontscheiben und den acht feineren waagerechten Zierleisten vor dem Grill am Motorvorbau; die Do 54 hatten plane Scheiben und fünf gröbere Leisten am Grill.
Die vordere Fahrgasttür war eine druckluftbetätigte Taschenschiebetür. Der hintere Einstieg war im Lieferzustand offen. Während der Fahrgastraum im Unterdeck einen Mittelgang aufwies, gab es, bedingt durch die maximale Gesamthöhe und die Treppe im Heck im Oberdeck einen Seitengang auf der linken Seite, bei den Vierer-Sitzbänken auf der rechten Seite gab es keine Stehhöhe.
Neben 105 Bussen, die an die BVG-Ost geliefert wurden, ging auch eine kleinere Stückzahl an verschiedene Verkehrsbetriebe der DDR. Ein Exemplar wurde 1959 zusammen mit zwei Sattelzug-Doppeldeckern vom Typ DoSa als Geschenk in die Sowjetunion geliefert, wo sie eine kurze Zeit lang im Moskauer Stadtverkehr eingesetzt wurden.
1963/1964 wurden die zuvor offenen Hintereinstiege bei allen Wagen durch eine druckluftbetätigte vierflügelige Falttür geschlossen; die Leipziger Doppeldecker bekamen einen kleineren Türausschnitt mit einer dreiflügeligen Tür. Dafür musste auch die Treppe verändert werden. Nachdem dabei zur Warnung vor schließenden Türen erfolgten Einbau von Signalleuchten und Klingeln neben den Türen konnten die Busse im Einmannbetrieb (OS-System = ohne Schaffner) eingesetzt werden, so konnte dem Personalmangel begegnet werden.
Bis 1974 erfolgte die Ausmusterung der verbliebenen 104 Wagen, die danach teilweise von Privatpersonen erworben und als Gartenlauben weitergenutzt wurden. Zwei der Fahrzeuge befinden sich mittlerweile im Bestand des Denkmalpflege-Vereins Nahverkehr Berlin (DVNB), wovon der Bus 088 als fahrtaugliches Exemplar für Sonderfahrten zur Verfügung steht. Der Wagen 010 befand sich bis 1997 im Besitz der Berliner Verkehrsbetriebe und wurde 1978 als technisches Denkmal in die Bezirks-Denkmalliste von Treptow eingetragen. Er ist seit 2005 abgestellt und diente der BVG – West als repräsentatives Fahrzeug. Seit Januar 2023 befindet sich der Do 56 beim Oldtimer Busverein Berlin e. V. als Dauerleihgabe durch die BVG. Dortige Reparaturarbeiten an dem Bus wurden in der DMAX-Serie Titanen aus Stahl (Folge 5) gezeigt. Der OBVB setzt das Fahrzeug wieder für Themenfahrten ein, beispielsweise werden alte Linien befahren. 